# Miletić
Miletić (ćirilica: Милетић; množina: Miletići, Милетићи) je bosansko, hrvatsko i srpsko prezime. Jedno je od najčešćih prezimena u Bosni i Hercegovini, Hrvatskoj i Srbiji. Dolazi od osobnog imena Mileta (Милета). Sufiks ić označava deminutiv ili, u ovom slučaju, potomka. Dakle, prezime se može prevesti kao Miletin sin.
Postoji nekoliko obitelji u Bosni i Hercegovini, Hrvatskoj, Crnoj gori i Srbiji koje nose ovo prezime. Najbrojniji i najpoznatiji Miletići su u Bosni i Hercegovini i Hrvatskoj.
Ljudi prezimena Miletić:
- Svetozar Miletić
- Miroslav Miletić
- Stjepan Miletić
- Oktavijan Miletić
- Dubravka Miletić
- Petko Miletić
- Vlado Miletić
- Boris Miletić
- Predrag Miletić

Naselja imena Miletić:
- Miletići, Bosna i Hercegovina
- Srpski Miletić, Srbija
- Miletićevo, Srbija